# Leucania impura
Leucania impura là một loài bướm đêm trong họ Noctuidae.